# Гаприн
Гаприн — торговое наименование одного из видов белково-витаминного концентрата, производившегося в СССР и на постсоветском пространстве. Белковая биомасса ферментации природного газа, получаемая из инактивированных клеток непатогенных метанокисляющих дрожжей или бактерий. Природный газ используется в качестве основного компонента питательной среды микроорганизмов, помимо смеси питательных солей, аминокислот и др.

## Историческая справка
Возможность применения биомассы метан окисляющих микроорганизмов в качестве белкового компонента в кормах сельскохозяйственных животных и в пище людей начала рассматриваться как перспективное направление исследований в начале 60-х годов прошлого века, практически одновременно с исследованиями по технологии получения белковых веществ из нетрадиционных видов сырья — углеводородов нефти и спиртов.
В течение 1966—1968 гг. был опубликован ряд сообщений о проведении работ с метаноокисляющими микроорганизмами с целью промышленного синтеза белка, осуществляемых в ряде исследовательских институтов и компаний:
- Институт газовой технологии (Чикаго, США);
- Институт лимнологии (Общества Макса Планка, г. Плен, Германия);
- Northern Illinois Gas Company (США);
- British Petroleum (Великобритания);
- Shell International Research (США, Голландия) и другие.

В Советском Союзе работы по созданию промышленной технологии получения белковых веществ из природного газа начались в 1964 году в институте «ВНИИсинтезбелок» практически одновременно с созданием института, основной задачей которого являлась разработка научных основ технологии производства кормового белка из различных видов сырья, в частности из н-парафинов нефти, природного газа, дизельного топлива, синтетических спиртов и др., и создание промышленной технологии производства белковых веществ из этих видов сырья.
В 1969 году было подписано Межправительственное соглашение между СССР и ГДР по разработке технологий производства микробиологического белка из углеводородного сырья. В рамках этого соглашения была разработана программа сроком на 20 лет, конечной целью которой являлось создание на территории ГДР промышленной установки по микробиологической депарафинизации дизельного топлива с получением кормового белка в г. Шведт (ГДР) и создание на территории СССР производства кормового белка из природного газа первоначальной мощностью 10000 тонн в год. По результатам освоения опытно-промышленной установки указанной мощности был составлен заключительный Советско-Германский (ГДР) документ, в котором отражены основные материалы по разработанной технологии на уровне имевшихся тогда технологических и аппаратных решений.
Испытания биомассы из природного газа как источника белка в кормах животных, птицы, рыбы проводились в два основных этапа. Первый этап испытаний был начат в 1972 году на опытных партиях биомассы из природного газа. На этом этапе были проведены исследования безвредности и питательной ценности биомассы для животных, а также продуктов животноводства, полученных при использовании биомассы из природного газа в составе рационов питания сельскохозяйственных животных, птицы и рыбы. Параллельно аналогичные испытания проводились исследовательскими организациями бывшей ГДР. Результаты этих испытаний позволили приступить ко второму этапу исследований. Были утверждены временные нормативные документы на производство и использование биомассы из природного газа. Второй этап испытаний был начат в 1984 году и включал комплексные зоотехнические и ветеринарные испытания, а также широкую производственную проверку биомассы из природного газа в качестве микробиологической кормовой добавки на большом поголовье сельскохозяйственных животных, птицы и рыбы в различных регионах страны. В испытаниях биомассы из природного газа принимали участие более 30 исследовательских учреждений медицинского и сельскохозяйственного профиля, а также крупные животноводческие хозяйства, птицефабрики, рыбоводческие хозяйства. Результаты испытаний, проведённых на втором этапе, подтвердили данные о безвредности и питательной ценности биомассы из природного газа при использовании его в качестве источника белка при кормлении животных, птицы, рыбы, а также безвредность продуктов питания, полученных при применении биомассы из природного газа, и подтвердили целесообразность выпуска промышленных партий биомассы из природного газа. Первоначально была утверждена временная нормативно-техническая документация на продукт (технические условия, наставление на применение биомассы из природного газа). По результатам длительного промышленного производства биомассы из природного газа (1985—1994 гг.) и проверки результатов использования биомассы из природного газа при широком применении ее в кормлении сельскохозяйственных животных, птицы, рыбы были утверждены постоянно действующие технические условия на биомассу из природного газа (гаприн) и нормы применения биомассы из природного газа в составе комбикормов и кормосмесей.

## Этапы реализации технологии в СССР и РФ
С середины 60-х годов 20 века были начаты исследования по использованию природного газа в качестве сырья для получения микробного белка. Была селекционирована метан окисляющая культура и проведены исследования на экспериментальных установках в опытно-промышленных условиях. В конце 70-х годов прошлого века была начата организация промышленного производства в посёлке Светлый Яр. В 1983 г. на Светлоярском заводе белково-витаминных концентратов (на момент 1983 года Завод «Союзпромбелок») осуществлён пуск опытно-промышленной установки по производству биомассы из природного газа мощностью 10000 т продукта в год. В течение 2 лет установка была введена в промышленную эксплуатацию. Этот комплекс вырабатывал около 1000 тонн биомассы из природного газа в месяц в течение 1988—1994 гг. Позднее, на заводе был спроектирован второй такой же модуль и суммарная проектная мощность производства должна была составить 30 тыс. тонн в год кормового белка. Всего в период до 1994 года было произведено и реализовано около 40 тыс. тонн биомассы из природного газа, как для хозяйств России, так и для экспортных поставок в Болгарию, Израиль, Турцию, Малайзию.
В 1991—1992 гг. в связи с кризисными явлениями в экономике РФ и в биотехнологической отрасли дальнейшее строительство было заморожено и производство было остановлено в мае 1994 года. Аналогичные работы по созданию технологии производства кормового белка из природного газа велись компанией «Statoil» (Норвегия). В 1990 г. фирмой «Statoil» рассматривалась возможность приобретения технологии данного производства у советской стороны. Позднее, компания «Statoil» приобрела фирму «Dansk Bioprotein» (Оденсе, Дания), которая довела эту разработку до уровня опытного производства. Основное отличие технологии фирмы «Dansk Bioprotein» от технологии получения биомассы из природного газа разработанной в СССР заключается в системе газообеспечения — в технологии советско-российской стороны предусматривалось неполное использование метана в процессе производства биомассы из природного газа для получения оптимальных технологических режимов и последующее использование не утилизированных газов в качестве энергетического сырья. В датской технологии ставилась задача максимальной утилизации метана в технологическом процессе с выбросом отходящих газов в атмосферу. Одно время, компания Statoil (Норвегия), совместно с компанией DuPont Bio-Based Materials (США) являлись единственным предприятием, которое производили биопротеины из природного газа в крупных промышленных масштабах. Производимый на этом, размещённом в Европе, предприятии аналогичный гаприну продукт, получил разрешение на применение и широко применялся в сельском хозяйстве в странах ЕС. Однако, в 2004—2005 гг. производство было закрыто.

## Технологии производства белка
Развитие технологий и промышленности для производства микробиологического белка или белка одноклеточных (SCP — single cell protein) началось одновременно в ведущих промышленных странах в начале 60-х годов XX века. Основным фактором, определившим быстрое развитие микробиологической промышленности, было увеличение численности населения земного шара, составлявшей в тот момент около 4 млрд человек, и, как следствие, грозящий недостаток белка в питании.
Сегодня можно выделить несколько основных процессов, которые используются на различных производствах пищевого и кормового белка микробиологическим путём:
- Фирма «ICI» (Англия) разработала технологию и построила завод в г. Bellingham (Англия) по производству высоко белковой биомассы бактерий Methylophilus methylotrophus, выращенных на метаноле, мощностью 50 000 т/год. Торговая марка продукта «Pruteen». Основная масса белка предназначалась для кормовых целей, но часть перерабатывалась в высокоочищенные белковые изоляты, которые использовались в качестве компонентов продуктов питания, ввиду их высоких эмульгирующих, водоудерживающих и гелеобразующих свойств. Процесс состоит из стадий ферментации, выделения клеток флокуляцией и сушки готового продукта в виде гранул. Фирма также разработала ряд технологий, позволивших производить из полученной биомассы кислотный гидролизат белка, ферментативный гидролизат белка, РНК для производства пищевкусовых добавок (5`ГМФ и 5`ИМФ). Для производства 1 тонны белка требуется 2,6—2,8 тонн метанола.
- Датская фирма «Dansk Bioprotein» разрабатывала процесс получения микробного белка из газа с 1976 года. В динамике развития фирмы было 2 периода, которые позволили быстро достигнуть уровня, существовавшего в СССР. Первоначально фирма использовала для разработки технологического процесса культуру метанокисляющих бактерий Methylomonas methylosinus, которые, по мнению наших специалистов-микробиологов, не могли дать высокой производительности из-за биохимических особенностей метаболизма углерода в клетках бактерий. В 1990—1991 годах на фирму были приглашены специалисты по данному вопросу из бывшей ГДР и из Института «ВНИИсинтезбелок» для проведения исследований в Дании. После их 2-3-летней работы датская фирма достигла в разработке технологии большого прогресса и была куплена норвежской фирмой «Статойл» для реализации разработки в промышленном масштабе. Создание принципиально нового ферментёра позволило создать опытно-промышленную установку для производства кормового продукта «Bioprotein». Характерным является то, что в документации на готовый продукт «Bioprotein», прошедшей регистрацию в Брюсселе, указаны в качестве продуцента бактерии Methylococcus capsulatus, которые использовались в совместных с ГДР исследованиях для разработки данной технологии. Поскольку маркирование и стандартизация штаммов в этот период не было еще разработано и реализовано, то остаётся только полагать, что это штамм, аналогичный предлагаемому в документации для производства биомассы из природного газа, что указывает на правильность выбранного направления разработки технологии, ибо в биотехнологии как минимум 50 % успеха достигается за счет правильно выбранных микроорганизмов

## Развитие в настоящее время
Последние годы, мировое отраслевое сообщество вновь стало уделять особое внимание вопросу получения микробного белка на основе природного газа.
Так по данным компании «Фрост энд Салливан» мировой биотехнологический рынок вырастет с 270 млрд долларов в 2018 году до 600 млрд долларов к 2020 году". Особенно активны в развитии данного направления Норвегия, Дания, Англия, а США объявили, что уже приступили к строительству завода мощностью 200 тыс. тонн в год микробного белка на основе газа.
В России имевшиеся мощности микробиологической промышленности по выпуску микробного белка на основе углеводородного сырья уничтожены, но научно-технологические заделы сохранились.
Работы в стране по возобновлению на современном уровне промышленной технологии получения микробного белка на основе природного газа выполнены силами ООО «Гипробиосинтез» и других компаний.
Из накопительной культуры облигантных метанокисляющих микроорганизмов с последующей ступенчатой автоселекцией в непрерывном процессе культивирования был получен штамм метанокисляющих бактерий Methylococcus capsulatus ГБС-15.
В результате проведённой селекции получен штамм, который при культивировании в промышленных условиях на природном газе может быть использован как в составе ассоциации, так и индивидуально.
Штамм депонирован во Всероссийской коллекции промышленных микроорганизмов.
Штамм Methylococcus capsulatus ГБС-15 обладает высоким технологическим потенциалом, в частности:
- повышенной устойчивостью к продуктам соокисления гомологов метана природного газа, что позволяет использовать природный газ различного состава и расширить сырьевые ресурсы для промышленного проведения процесса;
- способностью к гетеротрофной фиксации углекислого газа, что обеспечивает более низкий коэффициент экономического потребления субстрата (метана);
- фагоустойчивостью;
- устойчивостью к кратковременным перепадам температуры и давления
- Штамм конкурентно способен по отношению к другим видам метанокисляющих бактерий
- штамм является термотолерантным.

Штамм не патогенен, не является генетически модифицированным и не содержит генов других организмов.
В 2018 году опытно-промышленную установку на 6-20 тысяч тонн в год запустил Протелюкс. 
В 2021 опытную установку по производству гаприна запустило ООО «Биопрактика».
22 мая 2025 г., на производственной площадке в Альметьевском районе Татарстана, ООО "Биопротеин" ввел в эксплуатацию опытно-промышленную установку по производству гаприна мощностью 1 тыс. тонн в год с дальнейшим расширением производства до 30 тыс. тонн в год.

## Патенты
- Штамм метанокисляющих бактерий Methylococcus capsulatus ГБС-15™ для получения микробной белковой массы
- Составной биологический реактор установки для производства биомассы аэробных микроорганизмов
- Установка для производства биомассы аэробных микроорганизмов
- Устройство для выращивания микроорганизмов
- Ферментационная установка для метанассимилирующих микроорганизмов
- Рециркулятор опускного канала в составном биологическом реакторе установки для производства биомассы аэробных микроорганизмов
- Жидкостепровод в составном биологическом реакторе установки для производства биомассы аэробных микроорганизмов

## Опасность для здоровья
В соответствии с ГОСТ 12.1.005-88 ПДК гаприна в воздухе рабочей зоны составляет 0,1 мг/м³ (обязателен контроль по белку).
По степени воздействия на организм гаприн принадлежит ко 2-му классу опасности (ГОСТ 12.1.007-76).